# Begoña Álvarez Civantos
Begoña Álvarez Civantos (Granada, 1968) es una política española del Partido Socialista Obrero Español. 

## Biografía
Licenciada en Derecho, ha sido profesora de Derecho Internacional Económico en la Universidad Carlos III de Madrid entre 1999 y 2001, ha formado parte del gabinete técnico del Tribunal Supremo y ha sido jefa de sección de Relaciones Internacionales del Consejo General del Poder Judicial. De abril de 2009 a marzo de 2010 fue Consejera de Justicia y Administración Pública de la Junta de Andalucía; Consejería de la que hasta su nombramiento como titular era Delegada Provincial en Granada. Tras su cese como Consejera, fue designada Consejera Electiva de la Comisión Permanente del Consejo Consultivo de Andalucía.